# Wilson Sibbett
Wilson Sibbett (né le 15 mars 1948) est un physicien britannique connu pour ses travaux sur les lasers à impulsions ultracourtes  et les caméras Streak. Il est professeur Wardlaw de physique à l'Université de St Andrews.

## Biographie
Il est né à Portglenone dans le comté d'Antrim, en Irlande du Nord, en mars 1948.
Il étudie la physique à l'Université Queen's de Belfast et obtient son baccalauréat ès sciences en 1970, puis étudie au niveau postuniversitaire, obtenant un doctorat en physique des lasers en 1973. Il commence à donner des cours à l'Imperial College de Londres en 1973, devenant lecteur avant de rejoindre l'Université de St Andrews en tant que professeur titulaire en 1985. À partir de 1988, il est directeur de la physique et de l'astronomie à l'université.
Il travaille avec Miles Padgett et Alan James Duncan (en) pour créer des instruments optiques pour mesurer le moment angulaire orbital de la lumière .
Il est nommé membre de la Royal Society en 1997 et reçoit la médaille Rumford en 2000 . La Royal Society of Edinburgh l'élit son premier conseiller en chef pour la science . Il est nommé Commandeur de l'Ordre de l'Empire britannique (CBE) en 2001.
En 1989, il est nommé membre de la Royal Society of Edinburgh. Il est vice-président pour les sciences physiques de 2010 à 2013.